# Uniküla (Haaslava)
Uniküla – wieś w Estonii, w prowincji Tartu, w gminie Haaslava.